# Univerza v Parizu 1 Panthéon-Sorbonne
Univerza v Parizu 1 Panthéon-Sorbonne (francosko Université Paris 1 Panthéon-Sorbonne) je javna univerza s sedežem v francoski prestolnici Pariz.